# ثيا فلمنج
ثيا فلمنج (بالهولندية: Thea Fleming)‏ هي ممثلة هولندية، ولدت في 1942 بسيتارد في هولندا.

## وصلات خارجية
- ثيا فلمنج على موقع IMDb (الإنجليزية)
- ثيا فلمنج على موقع قاعدة بيانات الفيلم (الإنجليزية)